# 마'로사
마'로사(Filipinas, MA' ROSA)는 필리핀에서 제작된 브릴란테 멘도자 감독의 2016년 드라마 영화이다. 재클린 호세 등이 주연으로 출연하였다.

## 출연

### 주연
- 재클린 호세
- 줄리오 디아즈

### 조연
- 바론 게이슬러